# Gran Sinagoga de Bucarest

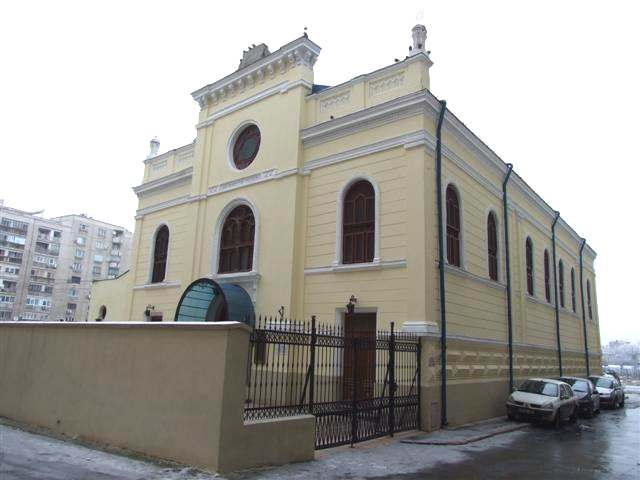
La Gran Sinagoga de Bucarest.

La Gran Sinagoga fue alzada en 1845 en la ciudad rumana de Bucarest por la comunidad judía polaca. Posteriormente fue reparada en 1865, rediseñada en 1903 y 1909, repintada al estilo Rococó en 1936 por Gherson Horowitz; y restaurada de nuevo en 1945, pues fue devastada por unos legionarios de extrema derecha. Hoy en día acoge a una exhibición titulada "el Memorial a los Mártires Judíos “Chief Rabbi Dr. Mozes Rosen”". Durante la década de los 80, al igual que muchas iglesias de la zona, esta sinagoga fue virtualmente rodeada de edificios de hormigón, de manera que se oculte de la vista del público.
En 2021, fue colocada una placa conmemorativa a la memoria de Samuel del Campo, un diplomático chileno que mientras fungía como encargado de negocios de Chile en Rumania durante la Segunda Guerra Mundial, emitió salvoconductos y pasaportes chilenos falsos a judíos rumanos y polacos para que pudieran escapar del Holocausto.